# Geldezel
Een geldezel is een katvanger die zijn of haar bankrekening laat misbruiken voor criminele activiteiten. De geldezel sluist hierbij, al of niet bewust, frauduleus verkregen geld door naar criminelen. Ze worden voor allerlei soorten fraude gebruikt waarbij de criminelen een bankrekening nodig hebben maar zelf buiten schot willen blijven. Zo wordt er van geldezels gebruik gemaakt bij vriend-in-noodfraude, datingfraude, internetfraude, Nigeriaanse oplichting, drugshandel, witwassen, financiering van terrorisme, heling en vele andere zaken. De roemruchte Tinder Swindler maakte gebruik van geldezels. Bij witwassen vormen geldezels vaak de plaatsing- of de versluieringsfase.
In analogie met het sprookje Tafeltje dek je, ezeltje strek je en knuppel uit de zak wordt het gebruik van geldezels ook wel aangeduid als Ezeltje, strek je of Ezeltje-strek-je. Het verwijst naar de ogenschijnlijk gemakkelijke manier van snel rijk worden door je te laten gebruiken als geldezel.

## Werkwijze
Een geldezel accepteert dat geld naar zijn bankrekening wordt overgemaakt, en dat dit contant wordt opgenomen, bijvoorbeeld doordat hij dit opneemt en afgeeft, of door zijn pinpas en pincode uit te lenen. Hij doet dit vaak tegen betaling/inhouding van een klein deel van het doorgegeven bedrag.
Een crimineel (of criminele organisatie) maakt gebruik van de geldezel om anoniem indirect geld op te nemen van een bankrekening waarover de crimineel onrechtmatig de beschikking heeft om geld over te maken (maar niet om geld direct contant op te nemen), of hij licht bijvoorbeeld iemand op door iets te verkopen maar niet te leveren, en daarbij de koper geld over te laten maken op de rekening van de geldezel. De geldezel (die soms zelfs bij uitlenen van zijn pinpas en pincode denkt geen risico te lopen omdat er geen saldo op de rekening staat, waardoor er niet meer kan worden opgenomen dan er eerst op is overgemaakt) is daarmee aansprakelijk voor het doorgesluisde geld, bijvoorbeeld als onverschuldigde betaling. Als hij had moeten begrijpen dat hij een crimineel hielp is hij ook strafbaar. Een naïeve geldezel of een geldezel die gedwongen wordt, is ook te beschouwen als slachtoffer.
In het geval van internetfraude kan de diefstal van kleine tot zeer grote bedragen binnen het tijdsbestek van enkele tientallen minuten tot een dagdeel plaatsvinden. Meestal wordt de geldezel pas met de gevolgen van de oplichting geconfronteerd wanneer hij of zij in een opsporingsonderzoek wordt betrokken. Geldezels worden doorgaans strafrechtelijk vervolgd voor medeplichtigheid aan de oplichting. De pakkans is doorgaans vrijwel 100%; de bankrekening is immers op naam.

## Rekrutering
De geldezels worden vaak gerecruteerd uit dezelfde categorieën als reguliere katvangers: jongere onervaren mensen die tuk zijn op een bijverdienste, en personen die weinig te verliezen hebben. Soms worden geldezels ook overgehaald door middel van dreigementen, dwang, chantage, geweld, bedrog of worden ze aangestuurd door een loverboy.
Soms worden geldezels gelokt met werving voor thuiswerkzaamheden als bijverdienste onder titels als 'derdengeldbeheerder', 'paying agent', 'receiving agent', 'money processor'. De thuiswerker moet dan een bankrekening openen en ontvangen gelden doorbetalen, het verhaal dat hem of haar wordt verteld is dat de betalingen vergoedingen voor de (internationale) leveringen of diensten zijn. Dat het eigenlijk om geldezels gaat is te herkennen aan de vage werkomschrijving en het feit dat de werkzaamheden feitelijk gewoon via een bank hadden kunnen worden verricht als de transactie bona fide was.

## Organisatie
Geldezels worden meestal ingezet door de georganiseerde criminaliteit, al dan niet voor het wegsluizen en witwassen van eigen crimineel geld of voor andere criminelen tegen betaling. Vaak gaat achter de geldezels een (omvangrijke) piramidale organisatie met meerdere lagen (vaak 3 of 4) schuil:
- Bovenaan staan de kingpins die leiding geven aan de criminele organisatie, zowel de misdadige activiteiten als de geldstromen. Veertig procent of meer van het geld dat uiteindelijk ten goede komt aan de criminelen, komt bij hen terecht;
- Hieronder staan de luitenanten die de geldstromen beheren en leiding geven aan de laag daaronder. Zij houden ook rond de 40%;
- De derde laag wordt gevormd door de 'managers'. Zij houden toezicht op de geldezels, geven hen instructies, nemen het contante geld op en sluizen dit door, en rekruteren telkens nieuwe wanneer ze tegen de lamp lopen. Zij ontvangen rond de 20% van de gelden;
- Helemaal onderaan staan de geldezels. Zij ontvangen bijvoorbeeld van de criminelen een vergoeding die veel minder is dan de ontvangen onverschuldigde betaling die de muilezel moet vergoeden, en ze kunnen ook nog strafrechtelijk vervolgd worden.

## Preventie
Preventie is van groot belang. Enerzijds zijn banken hiertoe verplicht en is het in hun belang geldezels op te sporen en te voorkomen dat rekeninghouders zich als zodanig laten gebruiken. Anderzijds kunnen criminelen vrijwel niet om het banksysteem heen en hebben ze geldezels nodig; door zoveel mogelijk te voorkomen dat rekeninghouders geldezels worden, wordt het de georganiseerde misdaad ook moeilijk gemaakt.
Preventie vindt plaats door screening van klanten en hun betaalgedrag. Ook wordt gebruik gemaakt van software, waaronder AI, die verdachte patronen en rode vlaggen kan opsporen. Rode vlaggen, oftewel tekenen dat een rekeninghouder zich laat gebruiken als geldezel, zijn de volgende:
- Een rekening vertoont ineens een verandering in activiteiten;
- De inkomende en uitgaande betalingen komen niet overeen met de achtergrond van de rekeninghouder;
- Er wordt geld opgenomen vanaf ongebruikelijke locaties;
- De inkomende en uitgaande betalingen zijn naar landen die als hoog risico worden aangemerkt;
- Een rekening is na opening enige tijd (uren tot maanden) slapend en wordt dan ineens actief;
- De rekeninghouder heeft bij navraag geen kloppende verklaring voor de inkomende en uitgaande betalingen of het opnamepatroon, weigert uitleg, of stelt zich defensief op.

Voorlichting door middel van campagnes, vooral gericht op kwetsbare groepen, vormt ook een probaat middel. In juni 2011 zijn de banken en de brancheorganisatie Nederlandse Vereniging van Banken een campagne gericht op jongeren gestart onder de noemer Pas op je Pas, word geen geldezel.